# Mystariini
Mystariini Simon, 1895 è una tribù di ragni appartenente alla famiglia Thomisidae.

## Distribuzione
I quattro generi oggi noti di questa tribù sono diffusi in Africa occidentale, orientale e meridionale.

## Tassonomia
A dicembre 2013, gli aracnologi riconoscono 4 generi appartenenti a questa tribù:
- Hewittia Lessert, 1928 - Congo
- Leroya Lewis & Dippenaar-Schoeman, 2014 - Congo, Costa d'Avorio, Ruanda, Uganda e Sierra Leone
- Mystaria Simon, 1895 - Africa occidentale, Sierra Leone
- Sylligma Simon, 1895 - Etiopia, Sierra Leone, Congo, Guinea, Mozambico, Ruanda, Botswana, Sudafrica, Nigeria

### Denominazioni non più in uso
- Paramystaria Lessert, 1919 - Africa orientale, Namibia, Guinea, Congo, Mozambico, Kenya